# Kaempferia angustifolia
Kaempferia angustifolia är en enhjärtbladig växtart som beskrevs av William Roscoe. Kaempferia angustifolia ingår i släktet Kaempferia och familjen Zingiberaceae. Inga underarter finns listade i Catalogue of Life.